# Алаколь (озеро, Каменскуральский сельский округ)
Алаколь (каз. Алакөл) — пресное озеро в Мендыкаринском районе Костанайской области Казахстана. Находится около села Аксуат и озера Мендайсор на территории Каменскуральского и Сосновского сельских округов.
Площадь поверхности озера составляет 17,5 км². Наибольшая длина озера — 7,5 км, наибольшая ширина — 3 км. Длина береговой линии составляет 35 км. Озеро расположено на высоте 94 м над уровнем моря. В озеро впадает река Кайранкалык.
Озеро доступно по автотрассе А-21